# Xiangcunxiang (sockenhuvudort i Kina, Shaanxi, lat 35,01, long 109,59)
Xiangcunxiang är en sockenhuvudort i Kina. Den ligger i provinsen Shaanxi, i den nordvästra delen av landet, omkring 100 kilometer nordost om provinshuvudstaden Xi'an. Antalet invånare är 26 754. Befolkningen består av 13 175 kvinnor och 13 579 män. Barn under 15 år utgör 15,0 %, vuxna 15-64 år 75 %, och äldre över 65 år 8,0 %.
Runt Xiangcunxiang är det tätbefolkat, med 493 invånare per kvadratkilometer. Närmaste större samhälle är Sunzhen, 15,4 km öster om Xiangcunxiang. Trakten runt Xiangcunxiang består till största delen av jordbruksmark.
Genomsnittlig årsnederbörd är 639 millimeter. Den regnigaste månaden är juli, med i genomsnitt 139 mm nederbörd, och den torraste är december, med 1 mm nederbörd.